# 測試與認證研究所
ITC測試與驗證機構（捷克語：Institut pro testování a ....certifikaci a.s.；英語：Institute for Testing and Certification；縮寫 ITC），是總部位於捷克的第三方驗證機構，認證編號為CE 1023，主要提供校準、鑒定、評估、測試及認證等服務。

## 歷史
緣起於1969年，捷克茲林（原哥德瓦爾德夫，Gottwaldov）的國家檢測部門224號在橡膠與塑材技術研究院（VUGT, Instituteof Rubber and Plastic Material Technology Research）成立並執行檢測。
1990年，國家檢測部門224號從VUGPT分拆獨立出來，並命名為國家化學工業檢測院（SZUCHP,State testing Department of Chemical Industry）。
1993年，改制成股份制公司，本身仍保留原名，此時仍以橡膠和塑料技術研究為主。為了提供企業綜合與多元化的服務，通過專業能力與在紡織品，制革品，製鞋品，雜貨，化學，建築材料，電鍍技術工業產品領域提高技術設備。

## 領域
ITC是歐盟CE與國際ISO的核可驗證機構；
CE認證: MDD 醫療器材指令、IVDD 體外診斷器材指令、AIMDD 主動式植入醫療器材指令、LVD/EMC 低電壓檢測/電磁、CPD建築材料、PED 壓力設備、                                    PPE 個人防護設備、TOY 玩具
ISO: ISO 9001、ISO13485、ISO 14001、ISO 22000、OHSAS 18001

## 分機構
- 俄羅斯
- 巴西
- 美國
- 中國
- 台灣
- 韓國
- 泰國
- 埃及
- 印度
- 巴基斯坦
- 伊朗
- 以色列
- 奧地利
- 匈牙利
- 波蘭
- 克罗地亚
- 希臘
- 土耳其
- 斯洛伐克
- 白俄羅斯